# Faith (альбом Фейт Эванс)
Faith — дебютный студийный альбом американской певицы Фейт Эванс, изданный в 1993 году лейблом Bad Boy Records.
В 2022 году альбом был включен в список лучших кантри-альбомов в истории The 100 Greatest Country Albums of All Time журнала «Rolling Stone» (№ 87).

## Об альбоме
В 1994 году Фейт Эванс работала над альбомом Мэри Джей Блайдж My Life в качестве бэк-вокалистки. В процессе записи Эванс познакомилась с рэпером Puff Daddy, который спродюсировал её дебютный диск Faith. Альбом был продан в объёме более 1 миллиона экземпляров.

## Список композиций
1. «Faith (Interlude)» — 0:41
2. «No Other Love» — 4:24
3. «Fallin' in Love» — 4:33
4. «Ain’t Nobody» — 5:13
5. «You Are My Joy (Interlude)» — 1:08
6. «Love Don’t Live Here Anymore» — 4:15
7. «Come Over» — 5:35
8. «Soon As I Get Home» — 5:24
9. «All This Love» — 6:02
10. «Thank You Lord (Interlude)» — 0:55
11. «You Used to Love Me» — 4:28
12. «Give It to Me» — 4:35
13. «You Don’t Understand» — 5:01
14. «Don’t Be Afraid» — 4:55
15. «Reasons» (Bonus Track)

## Чарты
| Чарт (1995)                            | Высшая позиция |
| -------------------------------------- | -------------- |
| США (Billboard 200)                    | 22             |
| США (Billboard Top R&B/Hip-Hop Albums) | 2              |

## Сертификации
| Регион                                                      | Сертификация | Продажи    |
| ----------------------------------------------------------- | ------------ | ---------- |
| США (RIAA)                                                  | Платиновый   | 1 000 000^ |
| ^ Данные о тиражах приведены только на основе сертификации. |              |            |